# ガラクトース-1-デヒドロゲナーゼ (NADP+)
ガラクトース-1-デヒドロゲナーゼ (NADP+)（galactose 1-dehydrogenase (NADP+)）は、ガラクトース代謝酵素の一つで、次の化学反応を触媒する酸化還元酵素である。
D-ガラクトース + NADP+ {\displaystyle \rightleftharpoons } D-ガラクトノラクトン + NADPH + H+
すなわち、この酵素の基質はD-ガラクトースとNADP+、生成物はD-ガラクトノラクトンとNADPHとH+である。
組織名はD-galactose:NADP+ 1-oxidoreductaseで、別名にD-galactose dehydrogenase (NADP+), galactose 1-dehydrogenase (NADP+)がある。